# Louis Augustin d’Affry

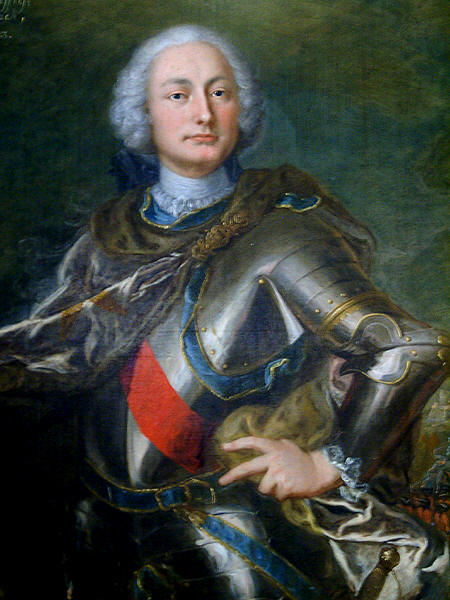
Louis Augustin d’Affry als Feldherr, Ausschnitt aus einem Gemälde

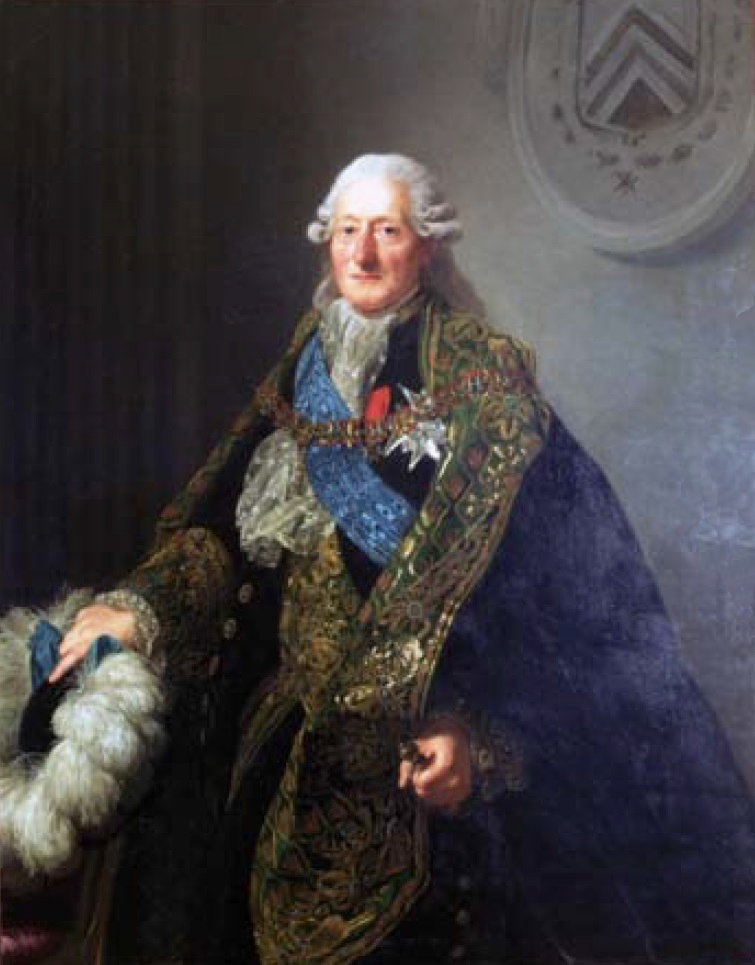
D’Affry auf einem zeitgenössischen Bild von Röslin

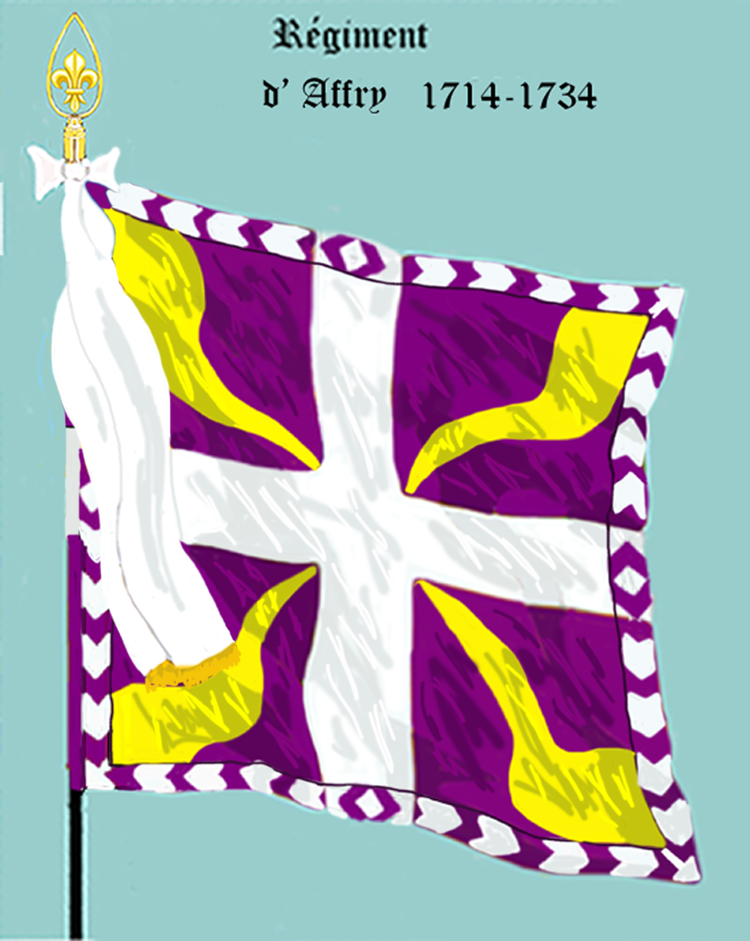
Flagge des Regiments d’Affry in französischen Diensten

Louis Auguste Augustin Comte d’Affry, Seigneur de Saint-Barthélémy et de Bretigny, Chevalier du Saint-Esprit (* 28. Februar 1713 in Versailles; † 10. Juni 1793 in Saint-Barthélemy), war ein Schweizer Militär in französischen Diensten im Zeitalter der Aufklärung. Als Maréchal de camp und Lieutenant-général des Königs, Administrator der Schweizer Truppen in französischen Diensten, Colonel und Kommandeur des Regiments der Gardes suisses, Militärgouverneur von Paris und Botschafter der Alten Eidgenossenschaft in Frankreich war d’Affry einer der erfolgreichsten Schweizer in fremden Diensten.

## Herkunft
Louis Augustin entstammte väterlicherseits dem alten Freiburger Adelsgeschlecht der Affry, die seit 1536 zahlreiche Offiziere der Schweizer Truppen in französischen Diensten gestellt hatten. Über seine Mutter, Marie von Diesbach-Steinbrugg, war er mit der Berner Aristokratie verbunden. Sein Vater, François d’Affry, stieg in den Kriegen in Italien bis zum Lieutenant-général auf und trug seit 1715 den Orden des heiligen Ludwig, den höchsten militärischen Verdienstorden Frankreichs. Er kam 1734 in der Schlacht bei Guastalla um. Da sein Onkel mütterlicherseits, Hans Friedrich von Diesbach-Steinbrugg, Kabinettschef am Hof des deutschen Kaisers war, übernahm der Kaiser die Patenschaft von Louis Augustin.

## Leben
Louis Augustin trat 1725 als Kadett in die Schweizergarde ein und stieg 1744 zum Brigadier des armées du Roi (Kommandant der Schweizer Truppen in der Schlacht bei Fontenoy 1745), sowie 1748 zum Maréchal de camp auf und wurde 1758 schliesslich zum Lieutenant-général  ernannt. D’Affry war nicht nur militärisch, sondern auch diplomatisch tätig. 1755 wurde er bevollmächtigter Minister und von 1759 bis 1762 Botschafter des französischen Königs Ludwig XV. in den Generalstaaten (Niederlande). Nach seiner Rückkehr wurde er 1767 Oberst der königlichen Schweizergarde in Paris und 1771 Administrator der Alten Eidgenossenschaft und der Drei Bünde in Versailles, also Vertreter der Interessen der Schweizer Truppen in französischen Diensten sowie eine Art ständiger Gesandter der Eidgenossenschaft in Frankreich. Während der Minderjährigkeit des Bruders des Königs übernahm er den Oberbefehl über sämtliche Schweizer Truppen in Frankreich (1789–1792). Er erhielt vom französischen König zahlreiche Auszeichnungen, darunter 1779 den St. Ludwigs-Orden und als einziger Schweizer 1784 den Orden vom heiligen Geist. Als aufgeklärter Aristokrat war er seit 1786 Mitglied der Freimaurerloge Société Olympique. In seinen Pariser Wohnsitzen an der Rue des Saints-Pères und der Place Vendôme empfing d’Affry häufig Vertreter der Pariser Salonwelt sowie zeitgenössische Freidenker und Philosophen. So verkehrten bei ihm Voltaire, aber auch die Madame de Pompadour.
Nach der gescheiterten Flucht Ludwigs XVI. am 20./21. Juni 1791 wurde Louis Augustin d’Affry zum Kommandanten der Militärdivision von Paris und der Île-de-France ernannt und legte am 21. Juni den Eid vor der Nationalversammlung ab. Während der Revolutionszeit fiel d’Affry sowohl Freunden wie auch Gegnern der Revolution durch sein zögerliches Verhalten auf, da er versuchte, die Schweizer Truppen aus den Verwicklungen und Kämpfen um die Revolution herauszuhalten, um einen Eklat und ein Ende des traditionsreichen schweizerischen Solddiensts in Frankreich zu verhindern. Er widerstand insbesondere starkem Druck aus aristokratischen Kreisen, einen Militärputsch gegen die Nationalversammlung anzuordnen. Von hohem Alter und Krankheit gezeichnet, nahm Affry nicht an der Verteidigung der Tuilerien durch die Schweizergarde am 10. August 1792 teil (→Tuileriensturm), wurde jedoch ebenfalls verhaftet. Trotz der allgemein schlechten Stimmung gegen die Schweizer wurde d’Affrys Wohnhaus von der Nationalgarde gegen eine aufgebrachte Menge verteidigt, so dass er als einer der wenigen prominenten Vertreter der Garde den 10. August überlebte. Nach einem Prozess vor dem Revolutionstribunal am 2. September wurde er freigesprochen, da er einerseits als Gegner der Königin galt und andererseits glaubhaft machen konnte, nicht in die Ereignisse um den Tuileriensturm verwickelt gewesen zu sein und dessen Verteidigung weder angeordnet noch vorbereitet zu haben. In der Schweizer Geschichtsschreibung wurde seine Rolle kontrovers diskutiert, er war jedoch sicher nicht senil oder aufgrund seines Alters unfähig, seinen Aufgaben nachzukommen. Immerhin gelang es ihm, den grössten Teil der Schweizer Truppen in Paris und Frankreich unbehelligt aus den chaotischen Verhältnissen herauszuführen.
Da Frankreich nach dem Tuileriensturm am 10. August alle Schweizer Truppen in seinen Diensten entliess, übernahm er die Aufgabe der Heimführung der ca. 50'000 Mann Schweizer Truppen und verliess am 20. Oktober 1792 Paris. Danach lebte er bis zu seinem Tod auf dem Familienschloss in Saint-Barthélemy.

## Familie
Louis Augustin d’Affry heiratete 2. Juli 1738 in Vuissens Maria Elisabeth Alt von Tieffenthal (* 8. September 1714; † 22. Dezember 1777). Das Paar hatte mehrere Kinder:
- Maria Magdalena Alexis (* 8. Juni 1739; † 22. März 1822) ⚭ Franz Peter Friedrich von Diesbach
- Ludwig August Philipp (* 8. Februar 1743; † 27. Juni 1810), erster Landammann der Schweiz ⚭ Maria Anna von Diesbach
- Johann Peter Niklaus Karl Josef (* 4. November 1751; † 23. Oktober 1782) ⚭ Adelheid Gigot de Garville